# Csáp-galaxisok
A Csáp-galaxisok (téves fordítás miatt a magyarban gyakran Antenna-galaxisok, Caldwell 60) két ütköző galaxis (az NGC 4038 és az NGC 4039) a Corvus (Holló) csillagképben.

## Felfedezése
1785-ben fedezte fel őket William Herschel.

## Tudományos adatok

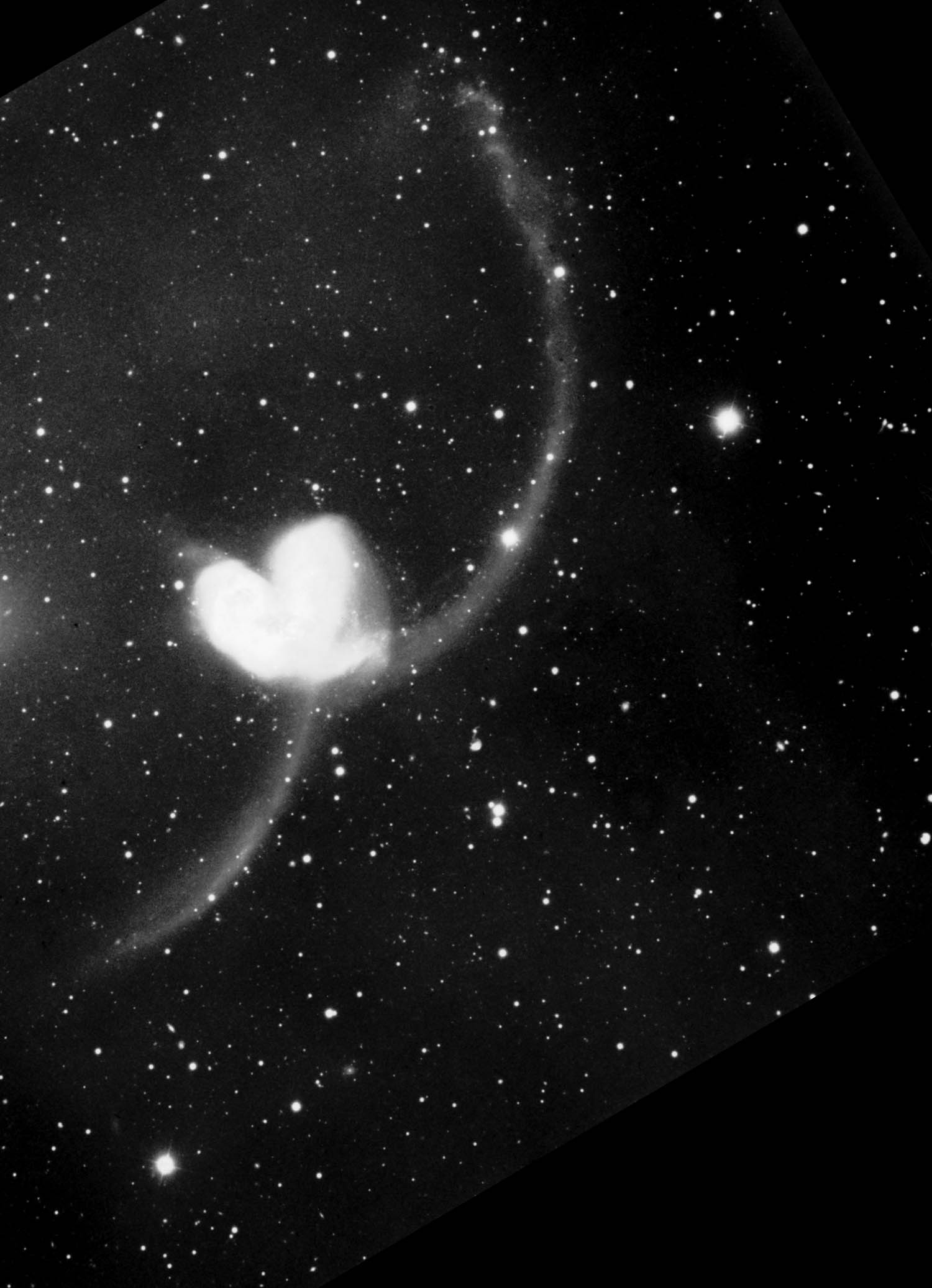
A nagy látómezejű felvételen előtűnik a két galaxis által mozgásuk közben hátrahagyott, halvány árapálycsóva

NGC 4038 és NGC 4039 objektumokból a gravitációs hatások miatt hosszú anyagáramok szakadtak ki, amelyek halvány, görbült árapálycsóvák formájában figyelhetők meg. A párost ezért Antenna-galaxisoknak vagy „csáp-galaxisoknak” nevezik a csillagászok. A Chandra űrtávcső is szemügyre vette. A röntgenképek legszembetűnőbb alakzatai azok az óriási, forró gázból álló „buborékok”, amelyeket szupernóva-robbanások alakítottak ki.
Két galaxis ütközése során kevés esély van arra, hogy csillagaik összeütközzenek (a köztük lévő nagy távolságok miatt), gravitációs hatásukkal azonban erősen befolyásolják egymás szerkezetét. A galaxisok por- és gázanyagának egy része összesűrűsödik, amelynek következtében viszonylag rövid idő alatt heves csillagkeletkezés indul meg. Rengeteg nagy tömegű csillag születik, amelyek viszonylag gyorsan szupernóvaként végzik. A robbanások során felszabaduló sugárzás és kidobódó anyag tisztára söpri az objektumok kozmikus környezetét, s hatalmas, kis anyagsűrűségű, gömbszimmetrikus térségek („buborékok”) alakulnak ki. Ezek hőmérséklete néhány millió fok, így leginkább a röntgen-tartományban sugároznak. Az egymáshoz közel fekvő buborékok későbbi összeolvadásával az akár 5000 fényév átmérőt is elérő szuperbuborékok is létrejöhetnek.
A Csáp-galaxisokban a ROSAT röntgenműhold korábbi adatai alapján már korábban is gyanították szuperbuborékok jelenlétét, de most először bizonyosodott be a Chandra röntgenműholdnak köszönhetően.
Az NGC 4038 galaxis 1642 km/s, az NGC 4039 galaxis 1641 km/s sebességgel távolodik tőlünk.